# Svatý Jiří
Svatý Jiří település Csehországban, Ústí nad Orlicí-i járásban. Svatý Jiří Vračovice-Orlov, Voděrady, Jehnědí, Zálší, Zářecká Lhota, Oucmanice és Kosořín településekkel határos. Lakosainak száma 292 fő (2024. január 1.).

## Népesség
A település lakosságának változását az alábbi diagram mutatja:
| Lakosok száma | 413  | 416  | 394  | 315  | 315  | 300  | 293  | 293  | 288  | 292  |
|               | 1869 | 1890 | 1921 | 1950 | 1980 | 2001 | 2017 | 2019 | 2022 | 2024 |